# KWL-Skandal
KWL-Skandal bezeichnet die Vorgänge um die Veräußerungen kommunaler Güter durch die Kommunalen Wasserwerke Leipzig (KWL) mit enormen Folgekosten für die Stadt Leipzig.

## Hergang
Laut einem Bericht der Frankfurter Allgemeinen Zeitung hatten der damalige Chef der Leipziger Wasserwerke, Klaus Heininger, und sein Geschäftsführerkollege Andreas Schirmer ohne Wissen der Aufsichtsgremien im Namen der Wasserwerke hochriskante Credit Default Swaps (CDS; deutsch Kreditausfallversicherungen) mit der Schweizer Großbank UBS abgeschlossen. Heininger war dabei mit 3,7 Millionen Euro bestochen worden, auch die Vermittler der Bank kassierten Provisionen in Millionenhöhe. Auf die Wasserwerke und die Stadt kamen in der Folge Bankforderungen in Höhe von 285,5 Millionen Euro zu.
Der Vorgang wurde unter Führung des Finanzbürgermeisters Peter Kaminski (CDU) im März 2003 eingeleitet. Dies geschah in der Amtszeit des damaligen Oberbürgermeisters von Leipzig Wolfgang Tiefensee (SPD). Dabei handelte es sich um ein Sale-Lease-Back-Geschäft (Verkaufen und anschließend zurückmieten), welches über den Verkauf an einen ausländischen Investor als Cross-Border-Leasing (CBL) bezeichnet wurde. Die Geschäfte wurden in den Folgejahren zunehmend komplexer unter weiterer Beteiligung der Schweizer Bank UBS und Merrill Lynch Capital Services Inc. (MLCS). Dies führte aufgrund der durch Misswirtschaft und Korruption geprägten Geschäftsspitze zu einer Anklage gegen Klaus Heininger. Heininger wurde zu 23,3 Millionen Euro Schadensersatz und Rechtskostenersatz sowie 7 Jahren und 5 Monaten Haft verurteilt. Im Prozess bezeichnete er sich selbst als mittellos.
Die Klage der UBS gegen die Stadt Leipzig wegen Zahlungsverpflichtungen bezüglich des KWL Kontrakts wurde am 4. November 2014 vom High Court of Justice in London  zu Gunsten der Stadt Leipzig entschieden. Von der UBS wurde ein Berufungsverfahren angestrengt, das am 16. Oktober 2017 vom britischen Berufungsgericht Court of Appeal abgewiesen wurde.
Am 13. November 2017 wurde die Leipziger Versorgungs- und Verkehrsgesellschaft darüber informiert, dass die UBS beim Obersten Gerichtshof des Vereinigten Königreichs (Supreme Court of the United Kingdom) einen Antrag auf Zulassung einer weiteren Berufung gestellt hat. Dieser Antrag wurde abgelehnt, da von der UBS „keine Rechtsfrage von allgemeiner, öffentlicher Bedeutung“ vorgetragen wurde.